# Epigodromia
Epigodromia is een geslacht van kreeftachtigen uit de klasse van de Malacostraca (hogere kreeftachtigen).

## Soorten
- Epigodromia acutidens (Sakai, 1983)
- Epigodromia areolata (Ihle, 1913)
- Epigodromia ebalioides (Alcock, 1900)
- Epigodromia gilesii (Alcock, 1900)
- Epigodromia globosa (Lewinsohn, 1977)
- Epigodromia granulata (Kossman, 1878)
- Epigodromia nodosa Sakai, 1936
- Epigodromia rotunda McLay, 1993
- Epigodromia rugosa McLay, 1993
- Epigodromia sculpta (Haswell, 1882)